# Comarque d'Alcalá

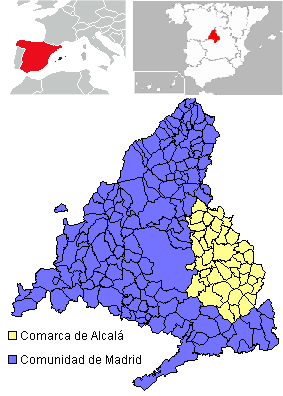
En jaune, la comarque d'Alcalá.

La comarque d'Alcalá ou comarque complutense est une comarque historique castillane située à l'est de la communauté de Madrid, en Espagne. Sa capitale est Alcalá de Henares. Officiellement la communauté de Madrid n'a défini aucune comarque, cependant, divers organismes de l'administration de la communauté autonome ont défini plusieurs comarques selon différents critères.
Le territoire se compose de deux sous comarques naturelles : la Alcarria de Alcalá et la Campiña del Henares.

## Municipalités

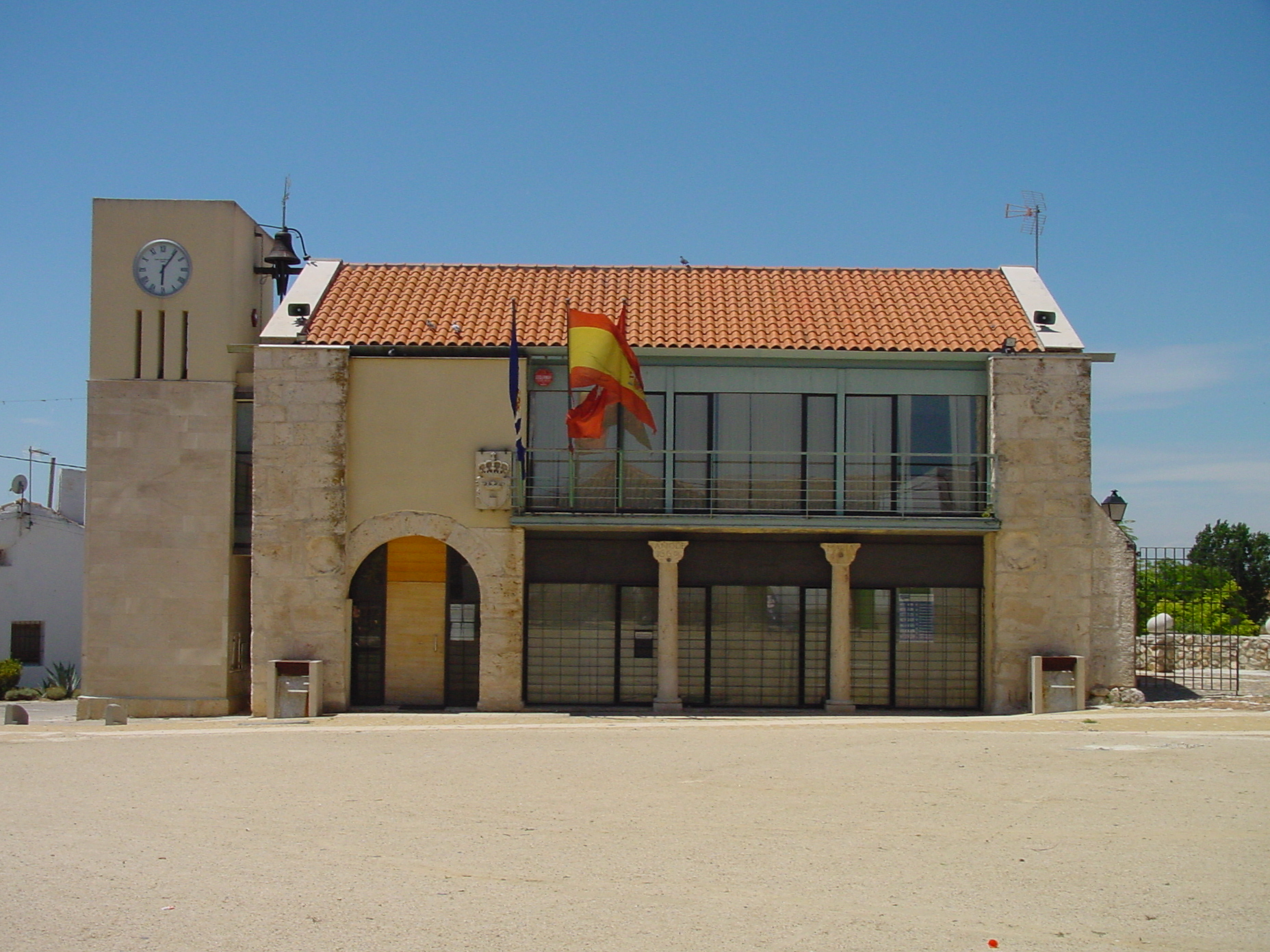
Mairie de Pozuelo del Rey.

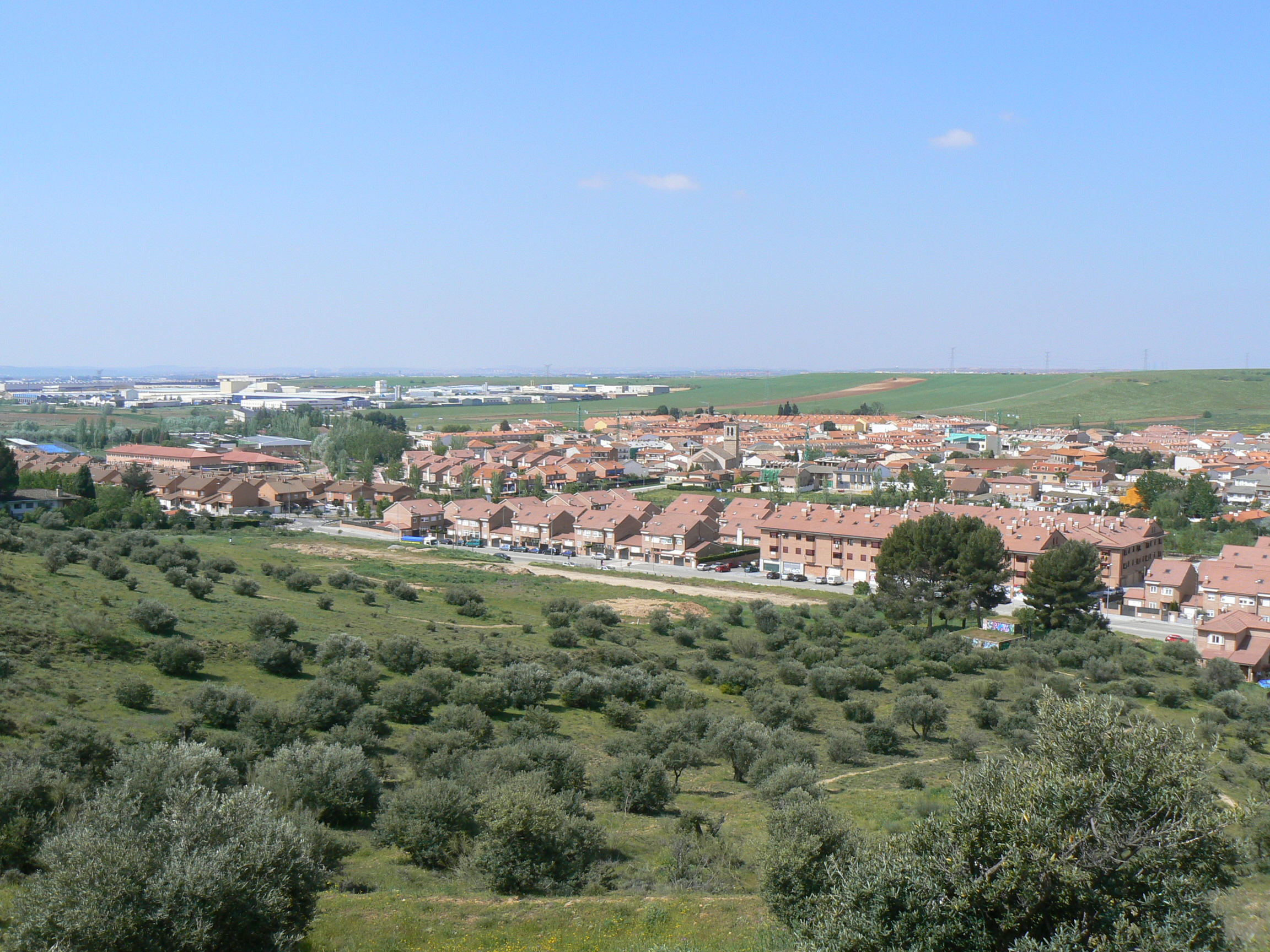
Vue panoramique de Camarma de Esteruelas.

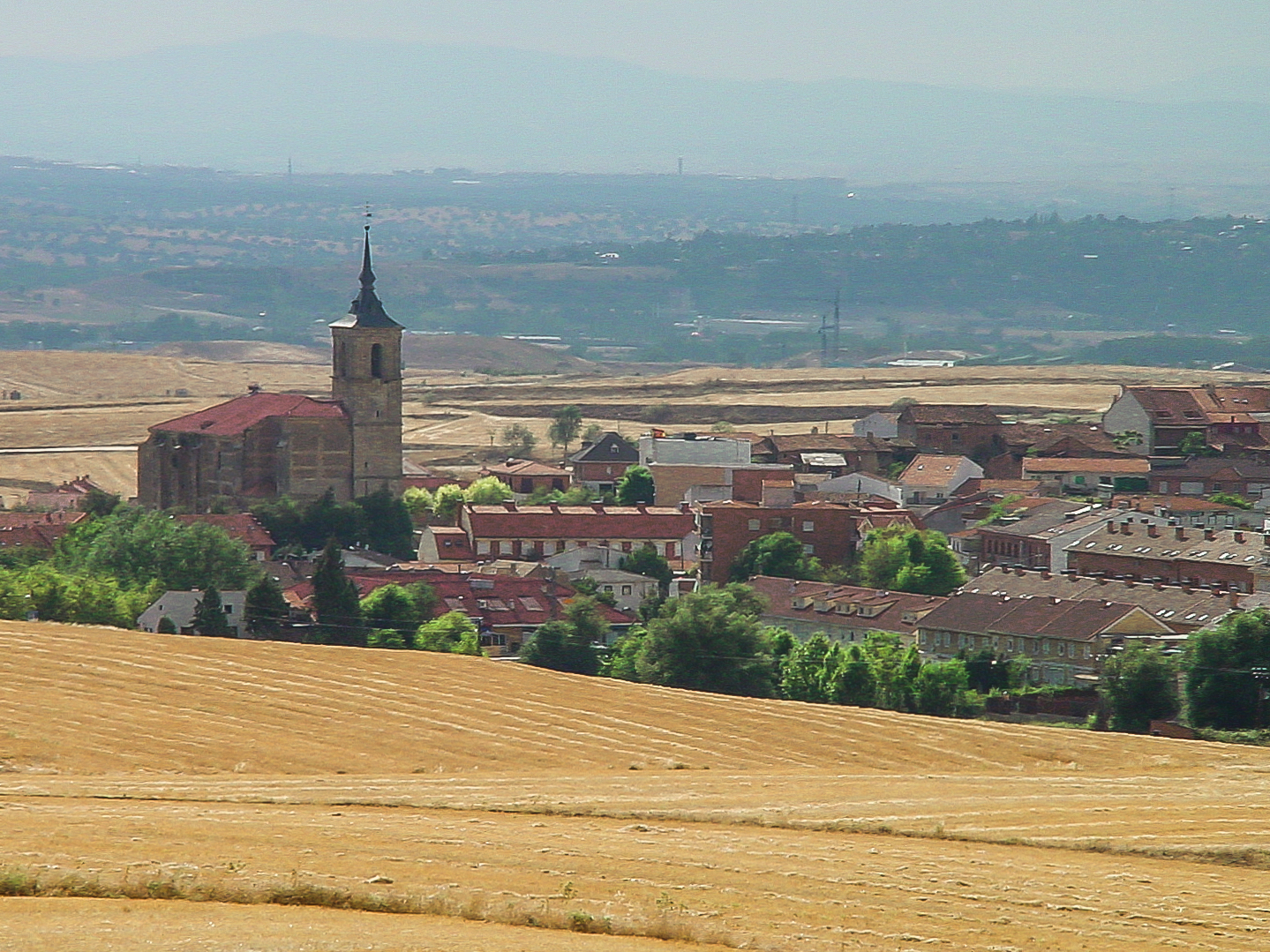
Panorama de Cobeña.

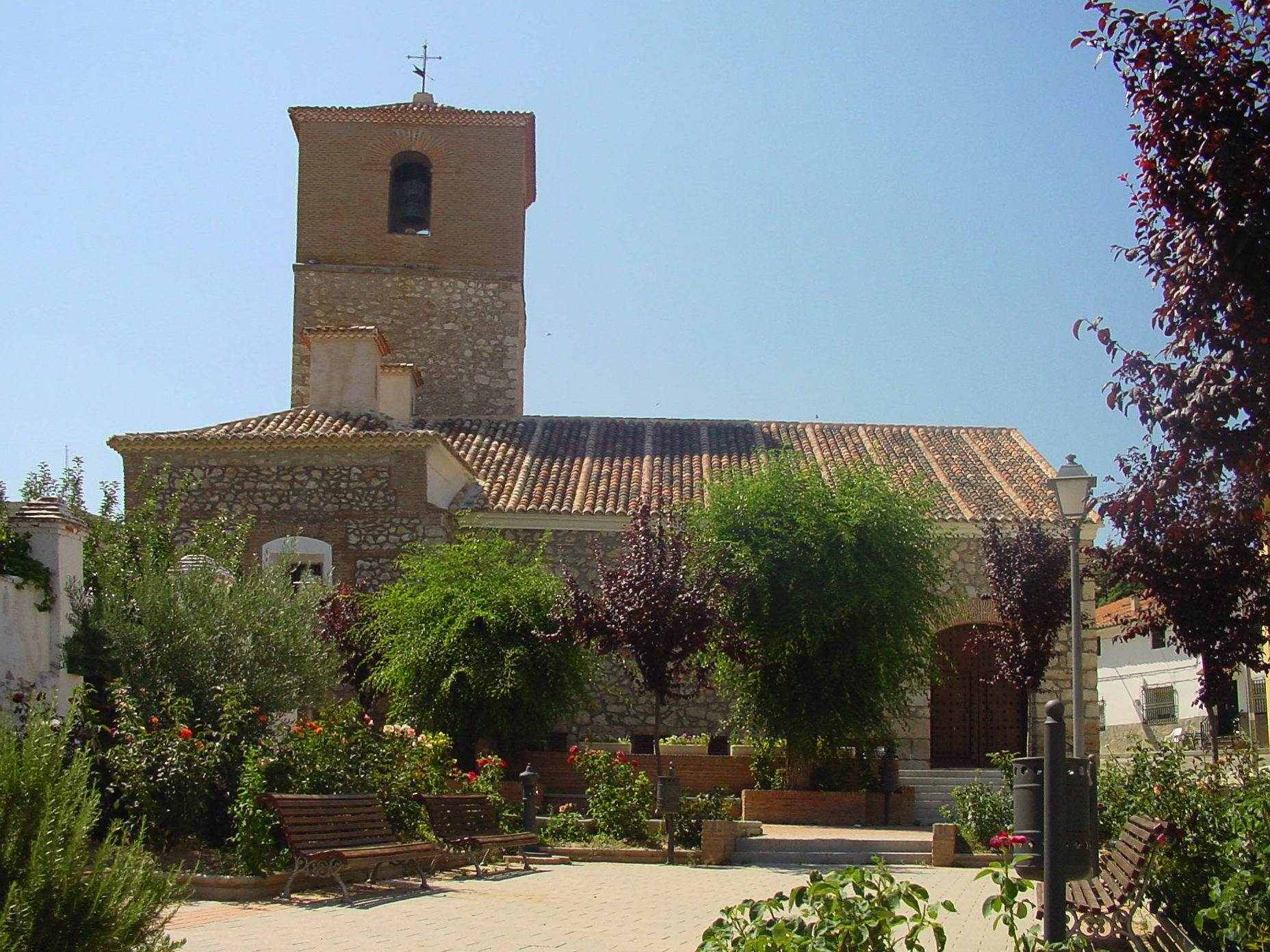
Église d'Anchuelo.

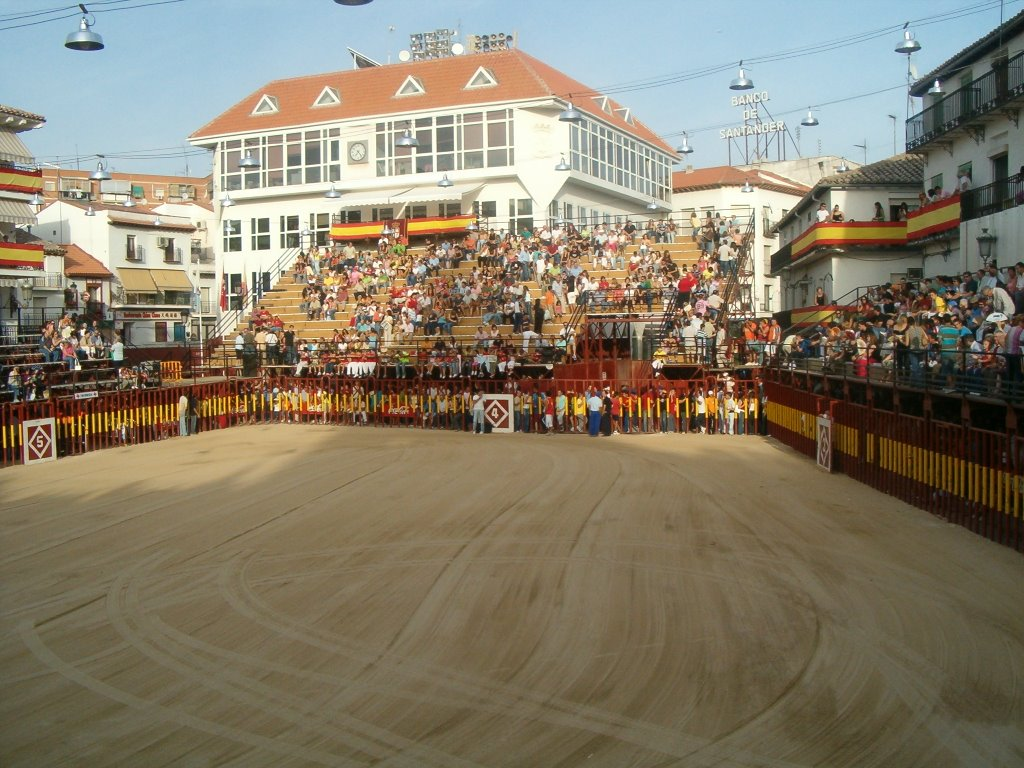
Place des taureaux d'Arganda del Rey.

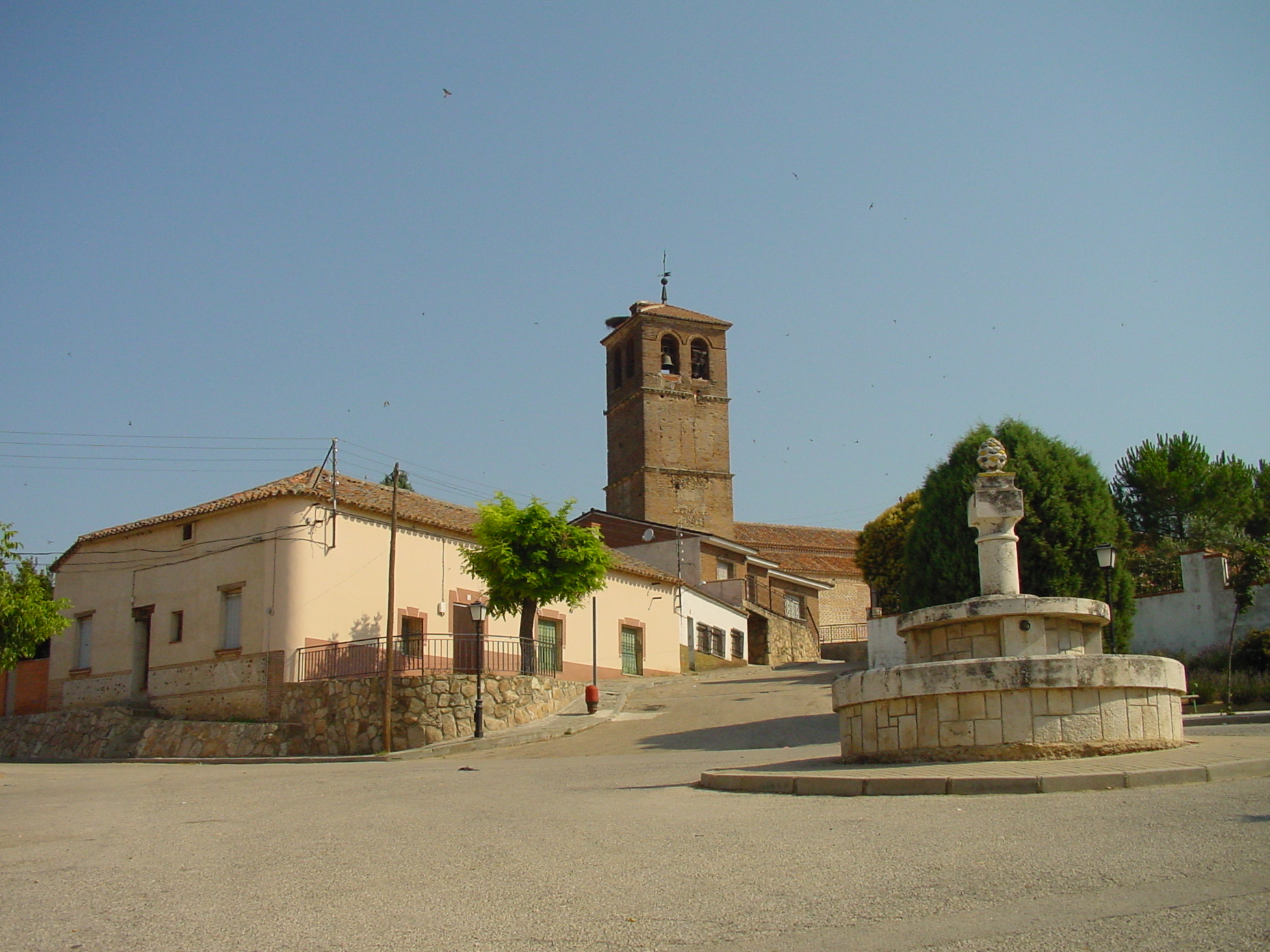
Ribatejada avec son église en arrière-plan et sa fontaine au premier plan.

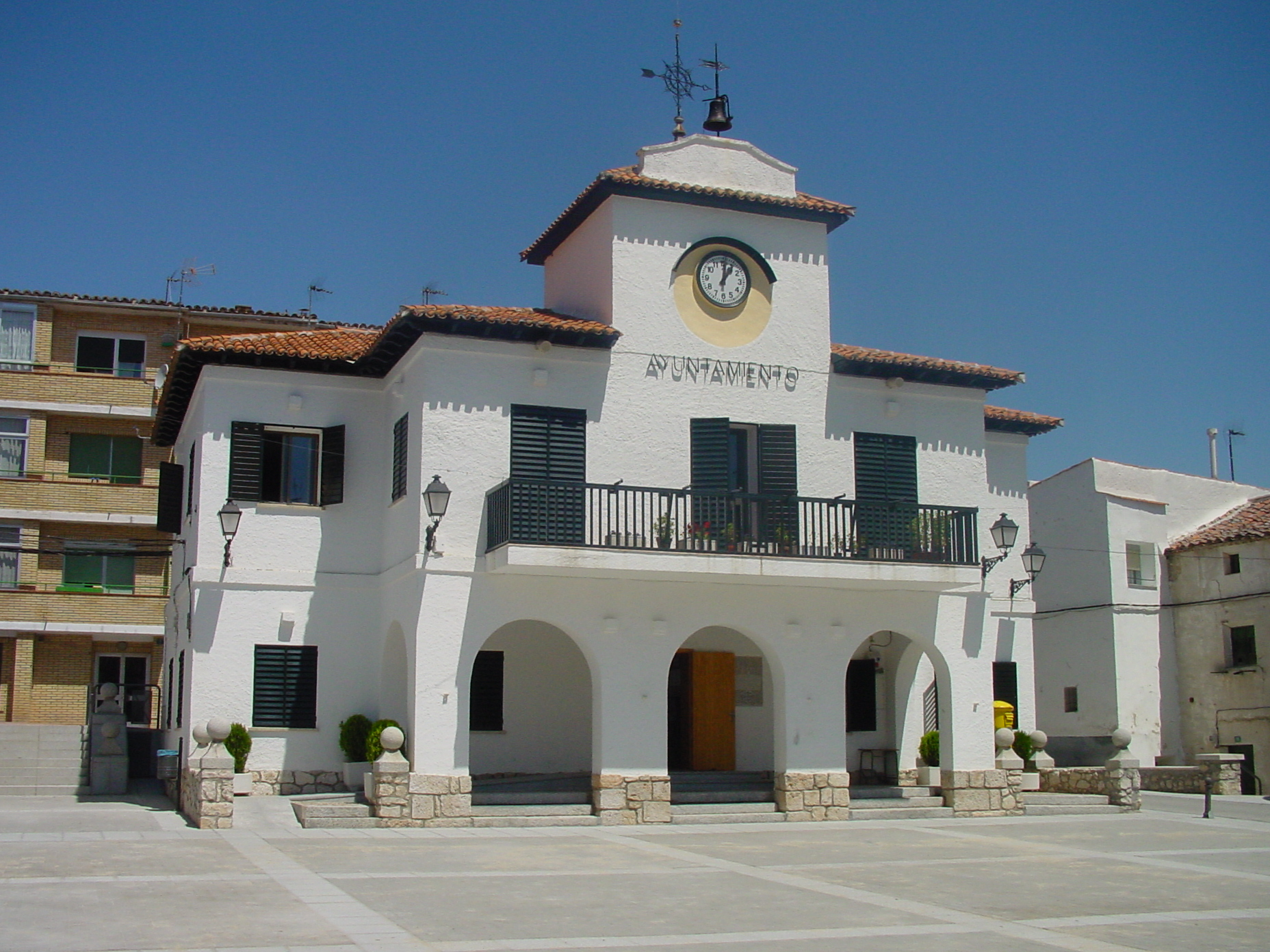
Mairie de Villar del Olmo.

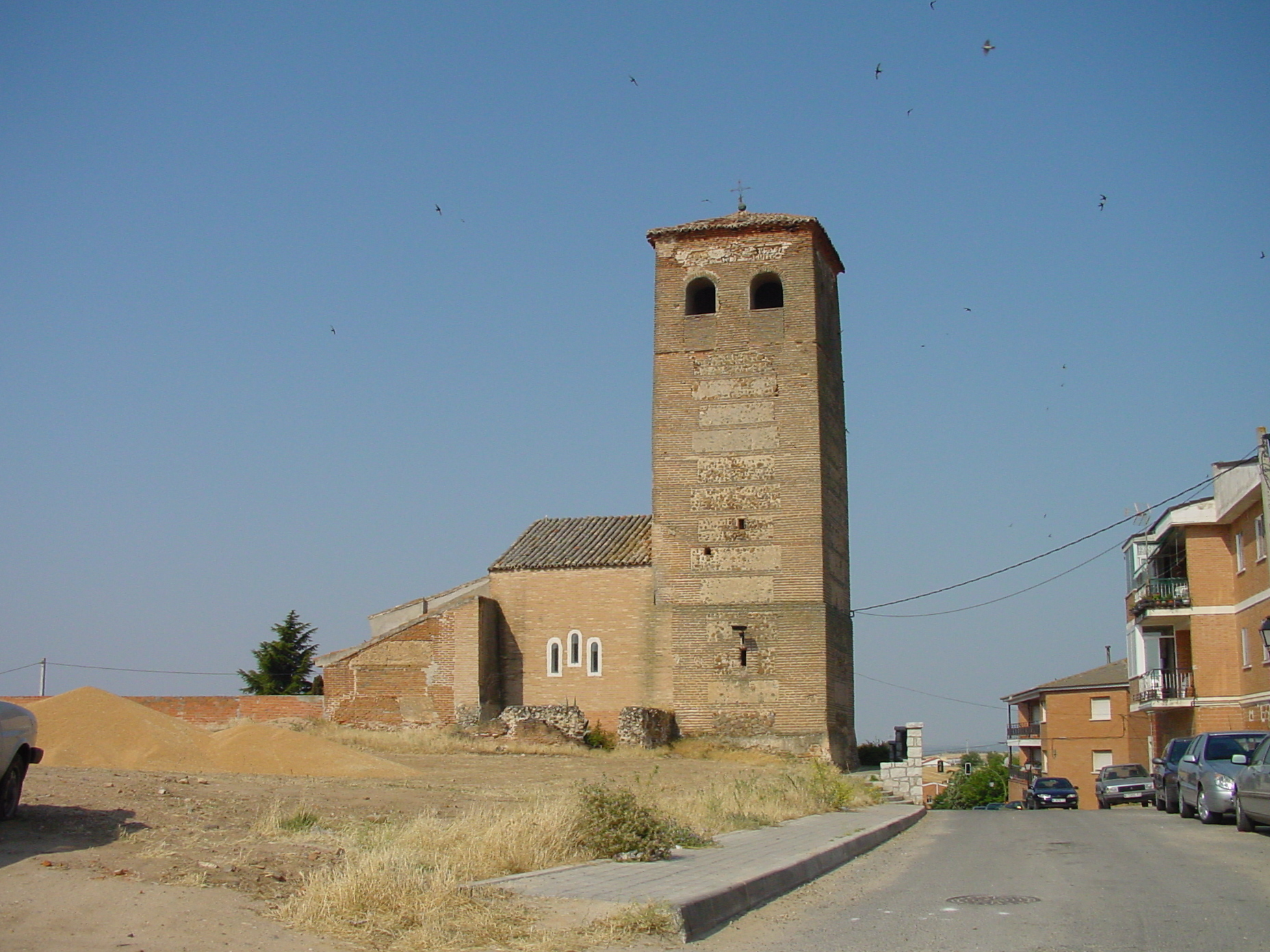
Vue sur l'église de la Imaculada Concepción de Valdeolmos.

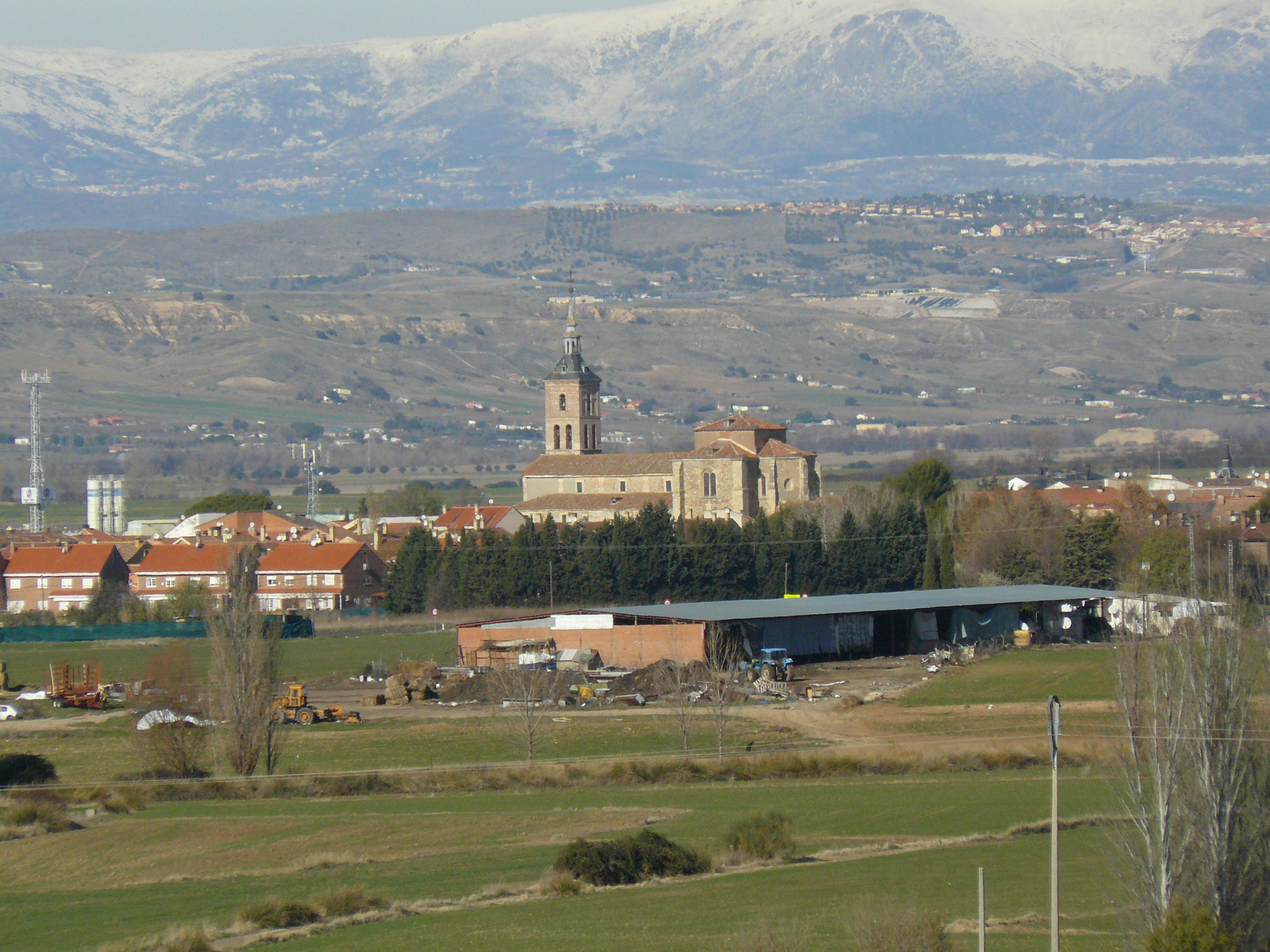
Vue panoramique depuis le sud-est de Fuente el Saz de Jarama.

Le territoire qui compose la comarque complutense est celui sur laquelle la ville d'Alcalá de Henares a exercé historiquement et économiquement son influence. Elle est délimitée au nord par Torrelaguna, à l'est par la limite de la province de Guadalajara, au sud par Arganda et la vallée de la Tajuña, et à l'ouest par la rivière Jarama. Son étendue est d'environ 1 500 km² et de forme quasi triangulaire dont deux parties sont divisées en part égale par la rivière Henares.
| Héraldique | Municipalité                              | Population | Superficie (km²) | Densité (hab./km²) |
| ---------- | ----------------------------------------- | ---------- | ---------------- | ------------------ |
|            | Ajalvir                                   | 4261       | 19,62            | 217,17             |
|            | Alcalá de Henares                         | 204823     | 87,72            | 2334,96            |
|            | Algete                                    | 20136      | 37,88            | 531,57             |
|            | Ambite                                    | 586        | 26               | 22,53              |
|            | Anchuelo                                  | 1209       | 21,55            | 56,10              |
|            | Arganda del Rey                           | 55981      | 79,65            | 702,83             |
|            | Belvis del Jarama (Paracuellos de Jarama) |            |                  |                    |
|            | Camarma de Esteruelas                     | 6995       | 35,43            | 197,43             |
|            | Campo Real                                | 5715       | 61,75            | 99,55              |
|            | Carabaña                                  | 2017       | 47,58            | 42,39              |
|            | Cobeña                                    | 6984       | 20,84            | 335,12             |
|            | Corpa                                     | 658        | 25,91            | 25,39              |
|            | Coslada                                   | 91425      | 12,01            | 7612,40            |
|            | Daganzo de Arriba                         | 9793       | 43,77            | 223,73             |
|            | Fresno de Torote                          | 2043       | 31,59            | 64,67              |
|            | Fuente el Saz de Jarama                   | 6324       | 33,23            | 190,30             |
|            | Loeches                                   | 8078       | 44,06            | 183,34             |
|            | Los Hueros (Villalbilla)                  |            |                  |                    |
|            | Los Santos de la Humosa                   | 2421       | 34,89            | 69,38              |
|            | Meco                                      | 12925      | 35,11            | 368,12             |
|            | Mejorada del Campo                        | 23048      | 17,21            | 1339,22            |
|            | Nuevo Baztán                              | 6299       | 20,2             | 311,83             |
|            | Olmeda de las Fuentes                     | 340        | 16,57            | 20,29              |
|            | Orusco de Tajuña                          | 1308       | 21,51            | 60,80              |
|            | Paracuellos de Jarama                     | 21128      | 43,92            | 481,05             |
|            | Perales de Tajuña                         | 2990       | 48,92            | 61,12              |
|            | Pezuela de las Torres                     | 798        | 41,44            | 19,25              |
|            | Pozuelo del Rey                           | 1052       | 31               | 33,93              |
|            | Ribatejada                                | 696        | 31,82            | 21,87              |
|            | Rivas-Vaciamadrid                         | 78133      | 67,38            | 1123,35            |
|            | San Fernando de Henares                   | 41126      | 39,86            | 1031,76            |
|            | Santorcaz                                 | 845        | 27,98            | 30,20              |
|            | Serracines (Fresno de Torote)             |            |                  |                    |
|            | Tielmes                                   | 2658       | 26,88            | 98,88              |
|            | Torrejón de Ardoz                         | 123761     | 32,62            | 3794,02            |
|            | Torres de la Alameda                      | 7899       | 43,79            | 180,38             |
|            | Valdeavero                                | 1494       | 18,79            | 79,51              |
|            | Valdeolmos-Alalpardo                      | 3633       | 26,81            | 135,50             |
|            | Valdetorres de Jarama                     | 4176       | 33,52            | 124,58             |
|            | Valdilecha                                | 2910       | 42,48            | 68,50              |
|            | Valverde de Alcalá                        | 453        | 13,53            | 33,48              |
|            | Velilla de San Antonio                    | 12246      | 14,35            | 853,37             |
|            | Villalbilla                               | 11643      | 34,63            | 336,21             |
|            | Villar del Olmo                           | 2115       | 27,62            | 76,57              |

## Toponymie
Son nom provient de l'arabe القلعة (Al-Qal'at) qui signifie le château, ce terme faisant référence aux premiers châteaux arabes situés sur les rives de la rivière Henares.

## Géographie

### Géographie physique

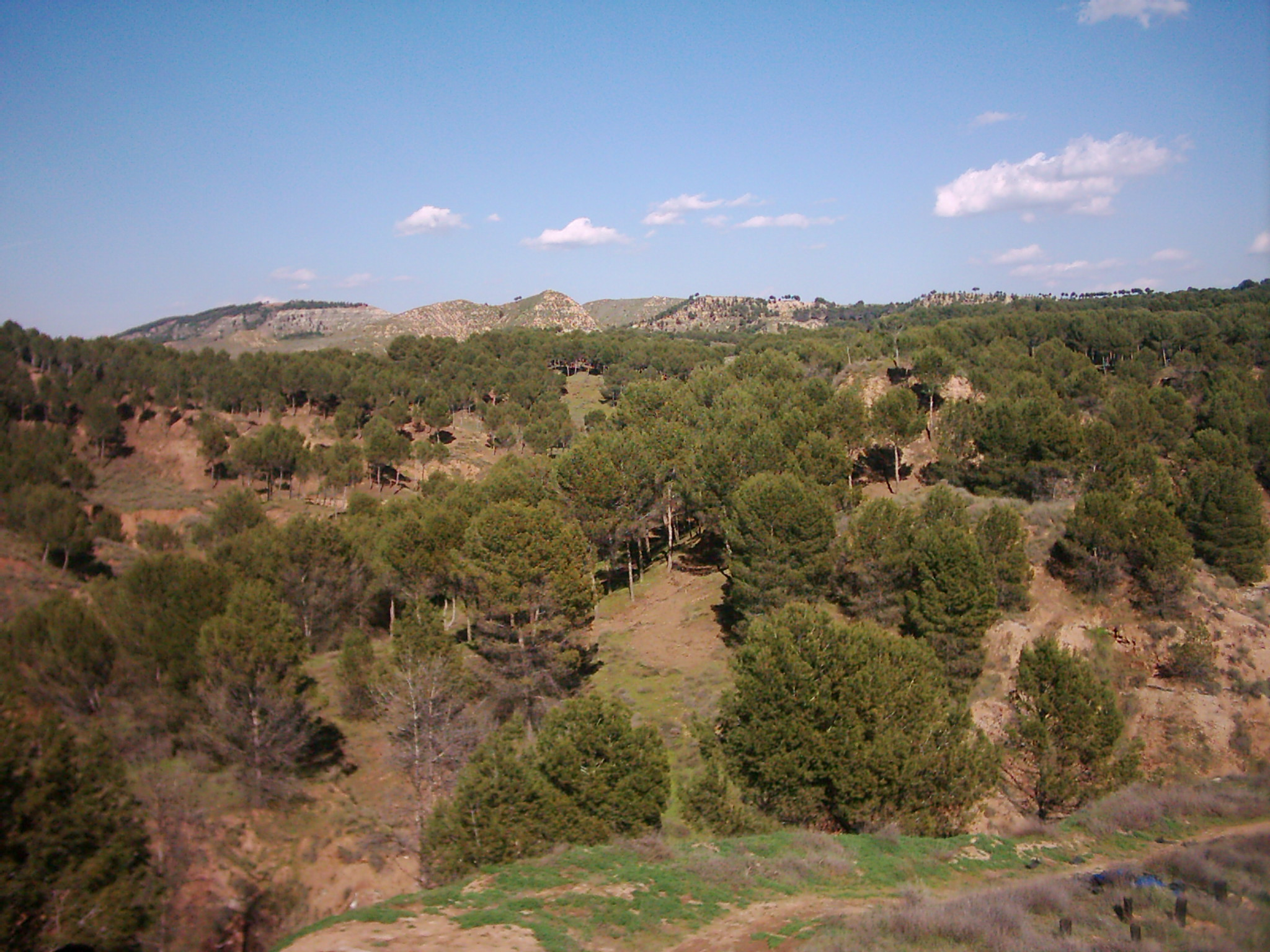
Paysage du parc naturel protégé de los Cerros où l'on trouve de nombreux pins.

Carte du bassin versant de l'Henares et de la Jarama.

La comarque est située en péninsule ibérique sur le plateau de la Meseta entre les parallèles 40° 45’ (Valdetorres de Jarama) et 40° 11’ (Perales de Tajuña), et les méridiens 3°35’ (Coslada) et 3° 8’ (Pezuela de las Torres). La comarque correspond à environ 142 142 km² et à une altitude moyenne de 694,4 mètres. Parmi les plus hauts reliefs, on peut citer la colline Ecce Homo (836 mètres) et la localité de Los Santos de la Humosa (906 mètres).
La comarque est divisée en deux zones différents dont la limite naturelle est la rivière Henares. Au nord s'étend la comarque de la Campiña de Guadalajara, une plaine avec peu de relief, mais où se détachent du paysage les monts suivants : La Muela (818 m), Santa María (762 m) et Bujés (762 m) et est traversée par du nord au sud par des cours d'eau qui se jettent dans l'Henares (Torote, Camarmilla, Las Monjas, Valmediano, Ardoz et Pelayo. A l'ouest de cette zone, il y a la frontière naturelle de la Jarama.
Dans la moitié méridionale de la comarque, le relief s'élève brusquement à partir de la rive sud de l'Henares, c'est la comarque naturelle de La Alcarria. Cette région a une altitude moyenne de 900 mètres, notamment près de la province de Guadalajara dans les environs de Los Santos de la Humosa ou de Santorcaz.
Au sud-ouest, il y a une brève apparition de la rivière Manzanares lorsqu'elle se jette dans la Jarama. Cette zone est traversée par le ruisseaude de los Migueles, un affluent de la Manzanares, le Vilches qui part vers le nord sans atteindre la Vega del Henares et le ruisseau de Anchuelo, qui a ses deux propres affluents, le Pantueña et le Val Loeches sur sa rive droite.
Au sud, la rivière Tajuña est le principal cours d'eau. Elle traverse toute la zone le sud de la comarque d'ouest en est et son principal affluent est le ruisseau de la Vega par la rive gauche. Les ruisseaux de Valdaracete, de Valdecañas et de la Veguilla sont des affluents de la rive droite.
Le centre de la comarque est traversé par la rivière Henares, qui sur sa rive gauche passe au lieu dénommé Vega del Henares où les reliefs sont faibles à cause de l'érosion primitive de la rivière et des constantes inondations jusqu'à une période récente.

### Climat

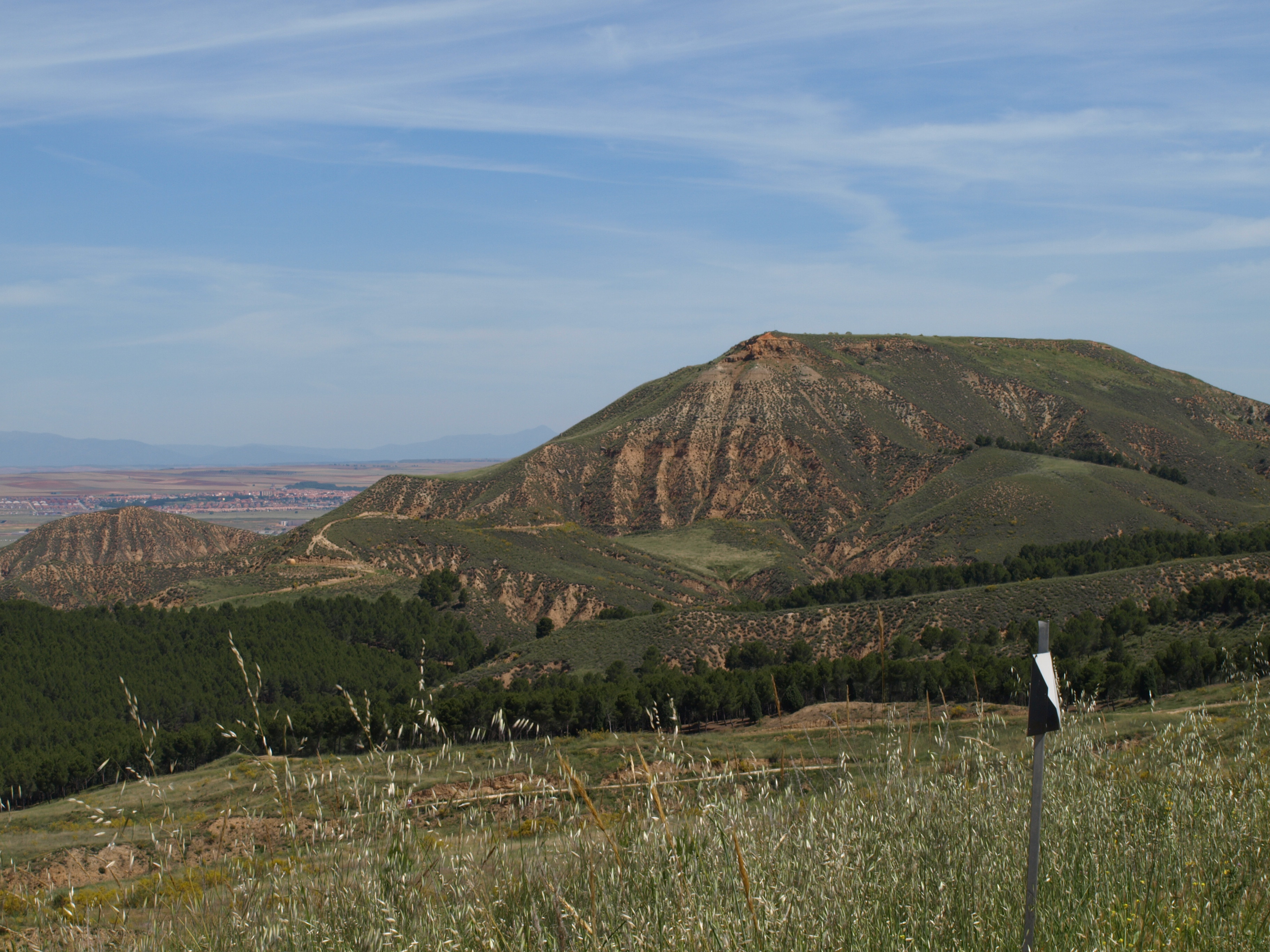
Vue sur l'Ecce Homo : à gauche, on peut voir la colline de la Tortuga d'où l'on peut apercevoir la campiñera Meco.

Le climat de la comarque est de type méditerranéen continental avec pour caractéristiques des étés chauds et secs et des hivers humides et froids. La température est sensiblement plus basse dans la Alcarria de Alcalá que dans la Campiña et le couloir del Henares où les nuits sont souvent froides en hiver comme en été, et surtout dans les villages qui se situent au-dessus de 750 m d'altitude.
Il est possible de voir quelques chutes de neige en hiver sur la Campiña del Henares ou La Alcarria. Cependant, malgré la proximité des municipalités dans lesquelles la neige tombe, les chutes de cette dernière sont très rares dans les plaines fertiles des grands cours d'eau, plus particulièrement dans celle de l'Henares, les dernières ayant eu lieu près de ce cours d'eau il y a plusieurs années. Ces mêmes cours d'eau provoquent de fréquents brouillards en automne ou en hiver.

### Géographie humaine
Le territoire actuel de la comarque comprend ce qui a été auparavant la Comunidad de la villa, la Tierra del Alcalá et la dénommée Alfoz de Alcalá qui correspondait à vingt-cinq des localités actuelles. De plus, la comarque d'Alcalá englobe les régions administratives de Coslada, Torrejón de Ardoz, Alcalá de Henares et Arganda del Rey.
Le 1er janvier 2005, un recensement a été effectué et il a été dénombré 663 199 habitants. Il est important de souligner que la plupart de la population se concentre dans les localités situées dans la rive septentrionale de la rivière Henares, et c'est surtout dans cette région que l'autoroute A-2 et la ligne de chemin de fer Madrid - Barcelone sont construites. Cette concentration de population et d'activités économiques a entraîné une urbanisation profonde du sol arrivant presque à former une conurbation continue d'ouest en est, uniquement interrompue à certains points comme par exemple le passage de la rivière Torote.

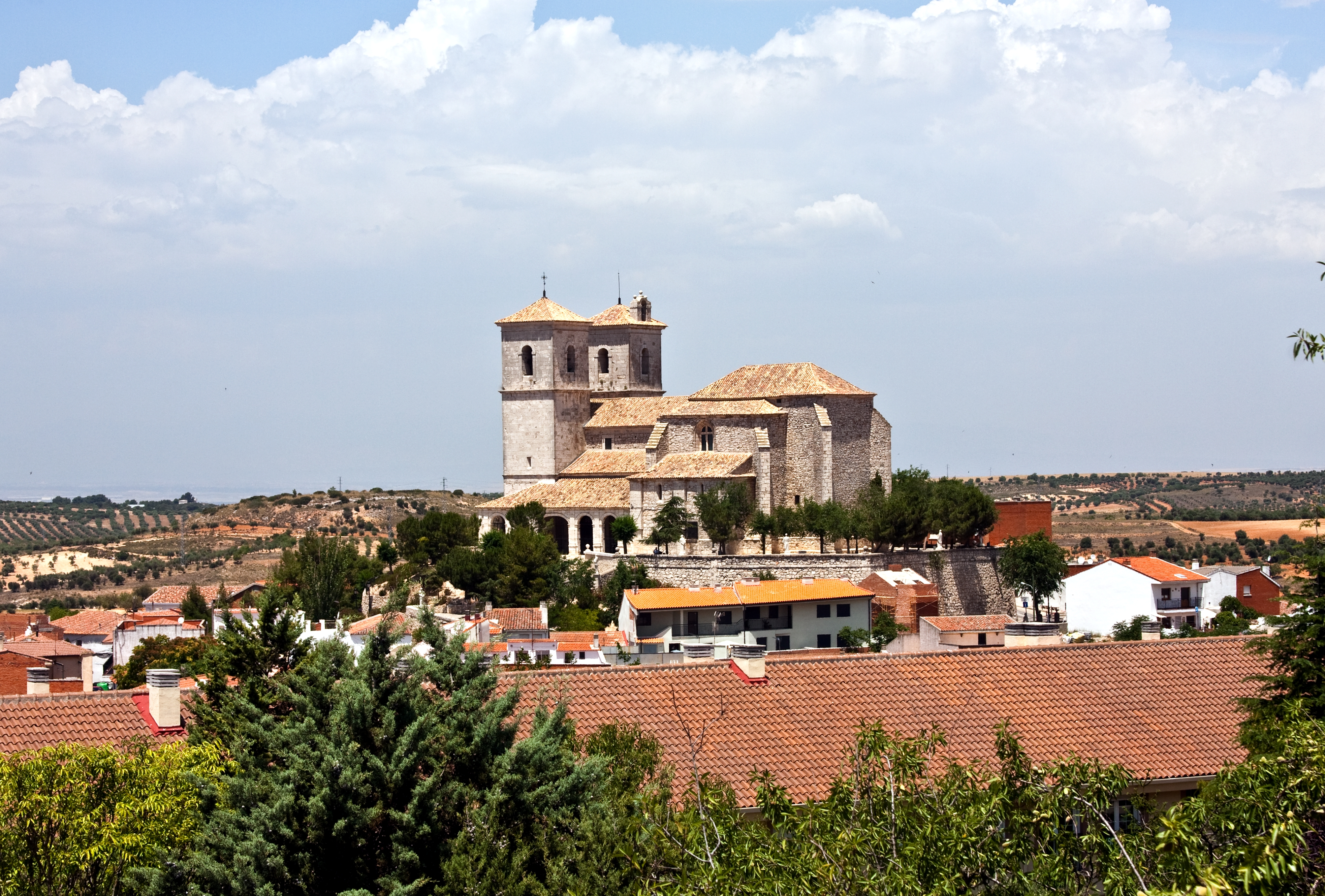
Vue panoramique de Campo Real et de l'église Santa María del Castillo.

Le couloir de l'Henares est marqué par une activité industrielle importante, et est considérée comme l'une des principales zones industrielles du pays, avec en plus un grand nombre de centres commerciaux et de centres d'activités logistiques. Historiquement, les activités industrielles sont installées généralement autour du noyau industriel Coouloir-Daganzo, mais qui ne passe pas près de l'A-2 ou de l'Henares. Ces activités humaines intenses du Couloir contraste avec les activités relativement calmes du reste de la région, à savoir, tant au nord (Campiña) qu'au sud (Alcarria), dont les activités sont plutôt de type rural (même s'il existe une exception, la ville d'Arganda del Rey dans la Alcarria).
Dans les deux aires géographique de la comarque, c'est l'activité agricole qui prévaut. Dans la Alcarria de Alcalá, l'activité de l'olivier est assez étendue, et se détache comme un domaine d'intérêt particulier à Campo Real. L'apiculture s'étend le long de la frontière avec la province de Guadalajara et est considérée comme une activité particulière de la Alcarria. Arganda del Rey est connu par ses vins qui sont inscrits au label Denominación de Origen. Dans la Campiña, des paysages céréaliers s'étendent à perte de vue, uniquement interrompus par les centres urbains.

#### Axes de transport

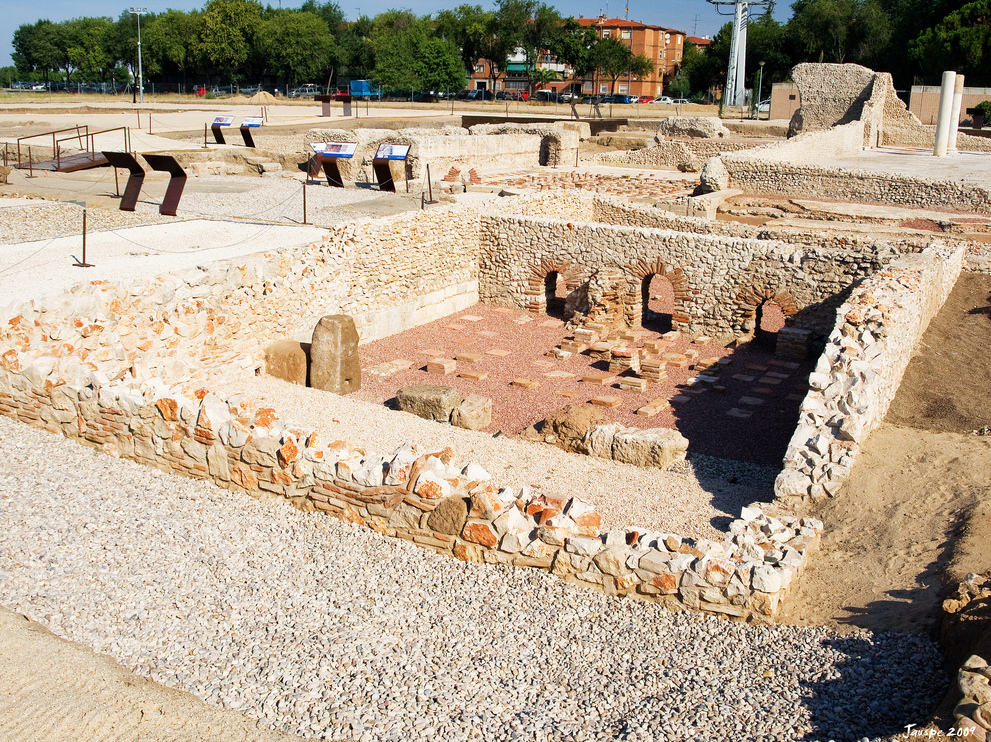
Site archéologique de Complutum avec au premier plan les thermes romains et en arrière-plan la basilique.

Historiquement, la comarque d'Alcala est un lieu stratégique, car elle est située sur un point de passage important grâce à sa centralité sur la péninsule Ibérique et à sa facilité d'accès. Déjà dès l'époque romaine, Complutum est l'un des centres urbains qui sont le mieux connectés aux différents centres urbains majeurs de l'Hispanie par des voies romaines : Carthago Nova, Caesaraugusta, Toletum... De fait à l'époque, l'empereur romain Auguste fait référence à vingt-trois voies principales et secondaires qui arrivent et partent de la ville.
À notre époque, la région est considérée comme « bien-connectée » , car de nombreuses routes traversent la comarque, principalement en raison de la proximité de la capitale espagnole.
C'est également dans cette comarque que passent deux routes nationales qui portent les noms d'A-II (Madrid-Barcelone) et A-III (Madrid-Valence) et deux autoroutes radiales la R-II (Madrid-Guadalajara) et R-III (Madrid - Arganda). Il faut aussi noter la présence de deux routes créant une communication entre le nord et le sud de la comarque la M-100 (Alcalá-AI) et la M-300 (Alcalá - Arganda).

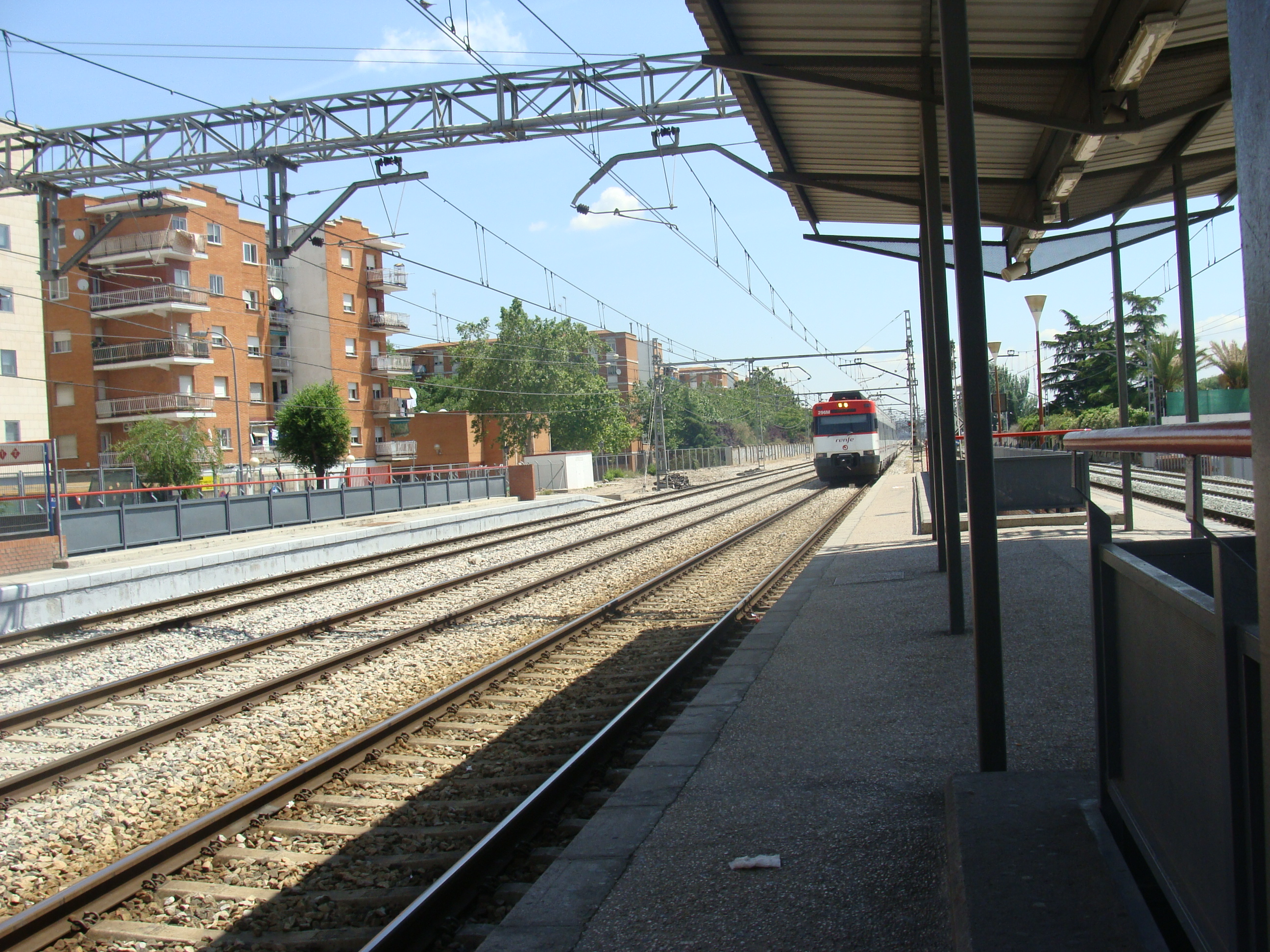
Voies et quais de la gare de Torrejón de Ardoz.

En ce qui concerne le chemin de fer, la comarque voit passer la ligne historique de Madrid à Barcelone, qui traverse le couloir de l'Henares d'extrémité en extrémité, même si les trains des lignes nationales régulières ne réalisent un arrêt uniquement qu'à la capitale régionale. À l'inverse, pour les trains de banlieue, il y a une gare dans toutes les municipalités par lesquelles passe la voie ferrée (Coslada, San Fernando, Torrejón, Alcalá de Henares et Meco). Actuellement, les lignes de banlieues sont les suivantes : C-2 (Madrid, Chamartín - Guadalajara) et C-7 (Madrid, Príncipe Pío - Alcalá). Il faut toutefois détacher l'importance stratégique de Coslada, car c'est l'un des principaux lieux du trafic de marchandises, à partir duquel la plupart des marchandises sont redistribuées au reste de l'Espagne, et fonctionne ainsi comme un vrai port de l'intérieur. De même, que passe à travers la comarque une ligne à grande vitesse (Madrid-Saragosse-Lérida), et qu'il a été étudié la possibilité de faire d'Alcalá de Henares une correspondance sur cette ligne à grande vitesse, le projet n'a jamais vu le jour.
Par ailleurs, il existe un projet d'extension de la ligne C4 des Cercanías Madrid, en la prolongeant jusqu'à Algete.

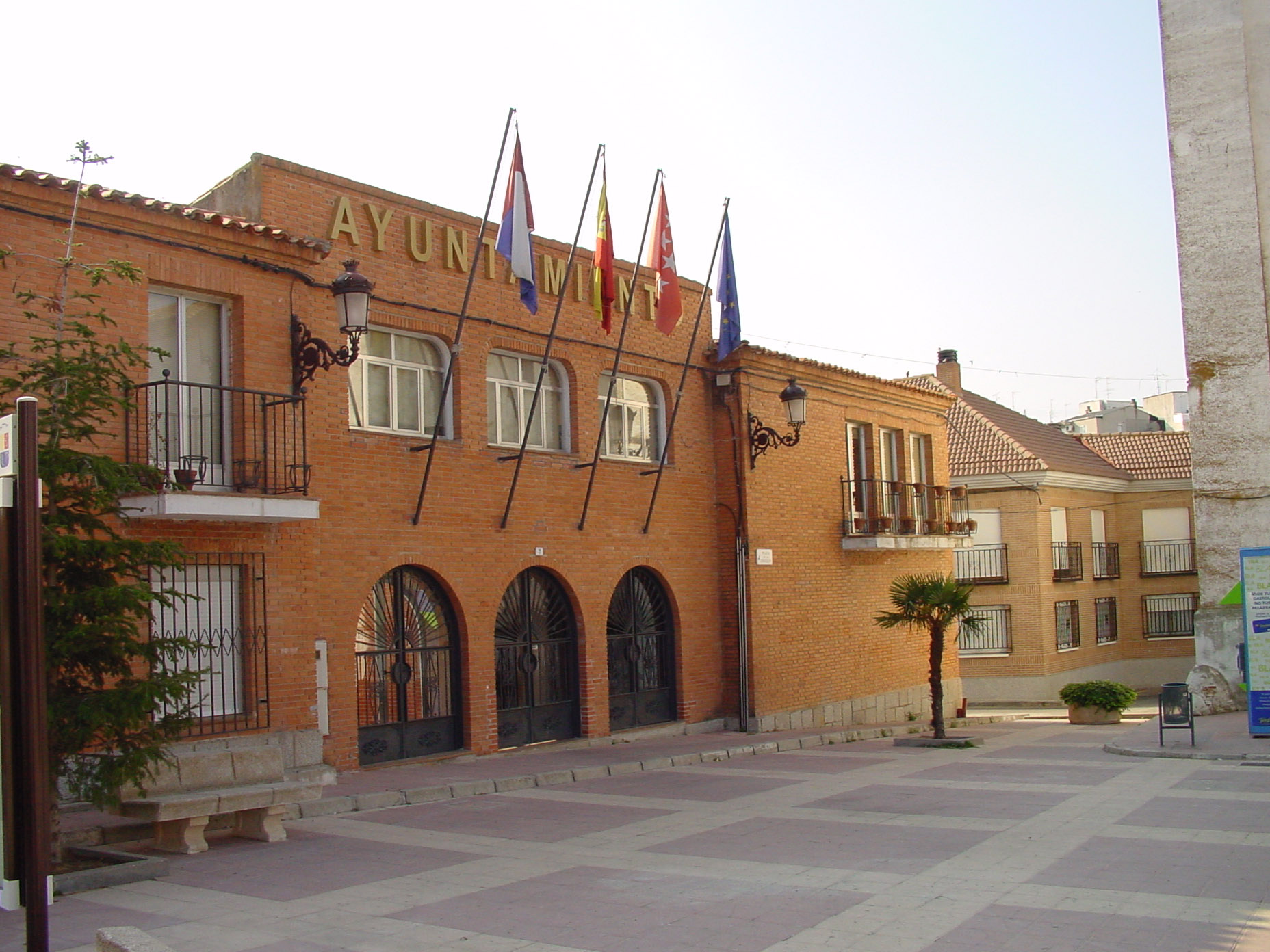
Mairie d'Algete.

Enfin, le métro de Madrid s'est étendu jusqu'à quelques villes de la comarque. La ligne 9 arrive jusqu'à Rivas-Vaciamadrid et Arganda del Rey, alors que la ligne 7 va jusqu'à Coslada et San Fernando de Henares.
Au niveau du domaine aérien, il faut mentionner la présence de la base aérienne de Torrejón de Ardoz, aérodrome à caractère militaire mais aussi civil, qui est l'un des plus utilisés dans le domaine militaire en Espagne. Toutefois, le seul aéroport de grande importance est celui d'Alcalá de Henares nommé Barajas, qui contribue à la vitalité économique de la comarque. Dans un avenir proche, il est prévu la construction de l'aéroport de Campo Real, un aérodrome d'une superficie importante qui s'étendra sur plusieurs municipalités.

### Géographie urbaine et démographique

Carte montrant les deux comarques composant la comarque d'Alcalá, avec les autres municipalités appartenant au diocèse.
Comarque de la Campiña
Comarque d'Alcarria
Diocèse d'Alcalá

La population s'est installée dans la comarque en cinq phases différentes.

#### Phase préromaine
Dans cette première phase, les premières installations qui s'étaient faites sous une forme très dispersée évoluent vers une concentration croissante de la population dans des lieux habités précis.
Pendant la Protohistoire, que ce soit à l'Âge du bronze ou à l'Âge du fer, la population était répartie dans des tribus dispersées, de manière quasi-uniforme dans la région, mais en préférant les emplacements près des rivières de grande importance comme l'Henares, la Tajuña et la Jarama.
Le nombre de villages s'est réduit avec l'arrivée de cultures issues des Celtibères, des Arévaques et des Carpétans, la population s'est alors concentrée dans quelques lieux.

#### Phase romaine
Avec l'arrivée des Romains, l'un des villages, Kombouto, sur le Cerro del Viso commence un processus d'urbanisation. Avec la Pax Romana au IIe siècle, la population de ce village se réduit progressivement pour aller s'installer dans la ville de Complutum (aujourd'hui Alcalá de Henares).
À partir de ce moment, une centralisation de la disposition de la population se produit vers cette ville, c'est-à-dire une ville importante et dans son orbite un ensemble de villes de moindre importance. Par la suite, un dépeuplement de quelques villes se produit.

#### Phase médiévale
La configuration de la population se maintient de l'époque wisigothique jusqu'au repeuplement promu par le Fuero Viejo, en 1135. Quelques villages sont refondés (plusieurs d'entre eux étaient désertés depuis quelques siècles), d'autres sont créés et enfin d'autres encore se développent, mais la ville de Burgo de Santiuste (aujourd'hui Alcalá de Henares), continue d'être la ville de référence. Sous le cardinal Cisneros, la ville d'Alcalá de Henares voit son influence, sa taille et sa population s’accroître. La municipalité de Santorcaz acquiert une certaine importance à cette époque.

#### Phase moderne -XIXesiècle

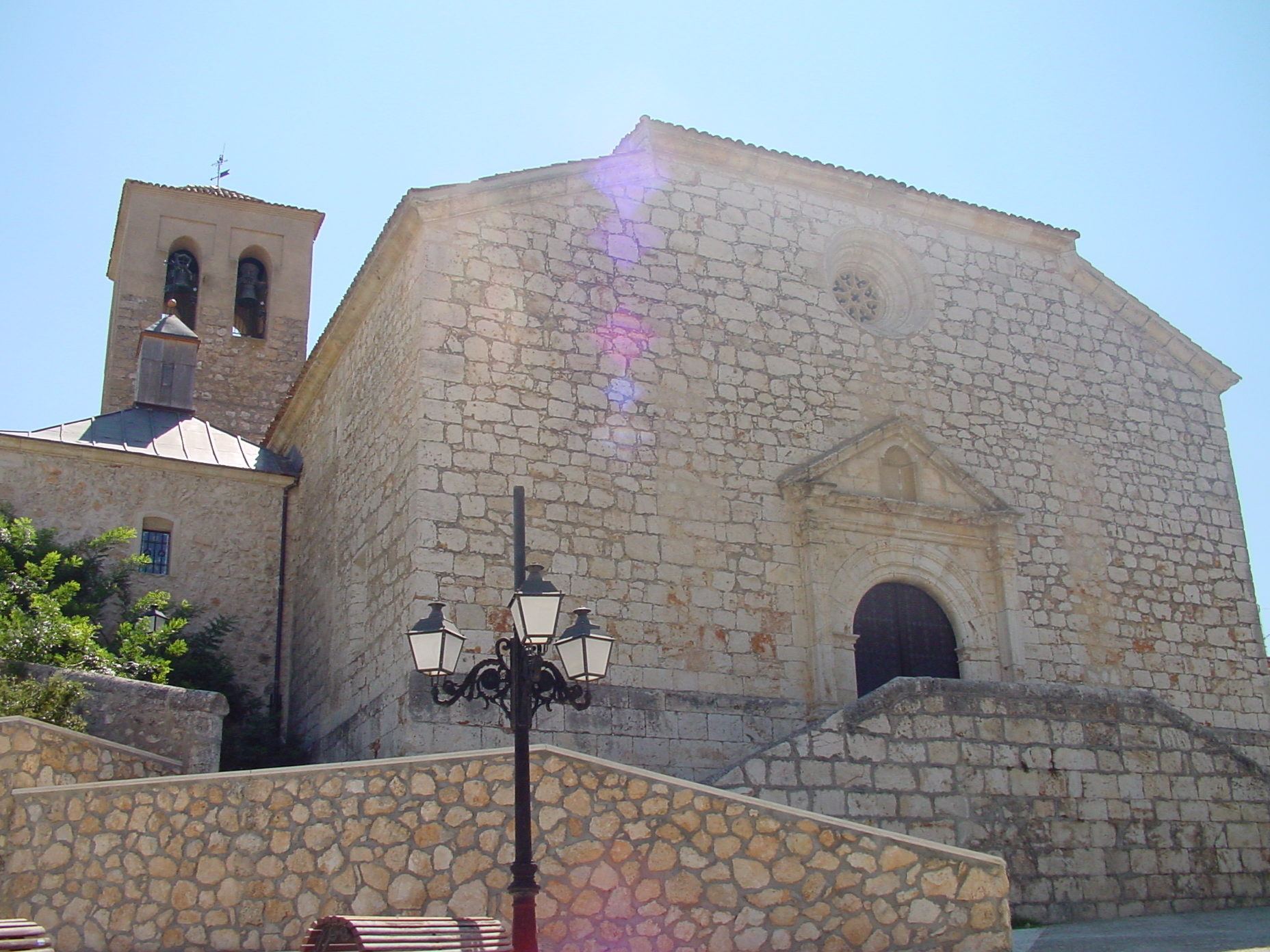
Église de Nuestra Señora de la Asunción en Villalbilla.

À cette époque, les municipalités de la comarque acquièrent leur indépendance par rapport au gouvernement local. Celles-ci vont croître de plus en plus alors que la croissance démographique dans la capitale de la comarque reste modérée. Un événement marque de manière décisive la dynamique urbaine dans la comarque : l'établissement en 1561 de la capitale de l'Espagne à Madrid par Philippe II d'Espagne. À la différence de ce qui arrive au XXe siècle, les populations vont quitter les municipalités rurales pour rejoindre la ville.

## Annexe